# Nathan Ngoumou
Nathan Ngoumou, né le 14 mars 2000 à Toulouse, est un footballeur français qui évolue au poste d'attaquant au Borussia Mönchengladbach.

## Biographie
Nathan Ngoumou, né le 14 mars 2000 à Toulouse, d'une mère franco gabonaise et d'un père camerounais. Il est le cousin d'Achille Emana, ancienne gloire du Toulouse Football Club et international camerounais. Il intègre le club du Toulouse Football Club dès l'âge de 5 ans et y évolue au sein de toutes les catégories,.Il effectue sa pré formation pendant deux ans au pôle espoir de Castelmaurou, avec Alban Lafont, Sam Sanna et Amine Adli qui intégreront eux aussi le centre de formation du TFC.

### Parcours junior et premières apparitions avec les pros
En 2019, il arrive en finale de la Coupe Gambardella avec l'équipe des moins de dix-neuf ans toulousaine, aux côtés de joueurs comme Anthony Rouault, Manu Koné ou Amine Adli, et perd au Stade de France face aux jeunes de Saint-Étienne,. Sélectionné en équipe de France des moins de 19 ans, il participe dans la foulée (en juillet 2019) au Championnat d'Europe des moins de 19 ans 2019,.
Le 24 mai 2019 lors de la trente-huitième et dernière journée du Ligue 1, Nathan Ngoumou joue son premier match avec l'équipe première, et démarre ce match contre Dijon en tant que titulaire,,. Lors de la saison suivante, saison tronquée en raison de la pandémie de Covid-19 en France il ne fait qu'une apparition en Ligue, en tant que remplaçant, et participe au trois matchs de coupe du club (deux en Coupe de la Ligue, et un en Coupe de France).

### 2020-2022: Ligue 2 avec Toulouse
Lors de la la saison 2020-2021, le Toulouse FC évolue en Ligue 2. Moins en vue que d'autres jeunes attaquants toulousains comme Amine Adli et Janis Antiste, Nathan Ngoumou est crédité de neuf apparitions en Ligue 2 et sept en coupe de France, participant pleinement au bon parcours du club dans cette compétition (éliminé en quart de finale). Le 11 janvier 2021 il marque le but de l'égalisation face à Caen (score fnal, deux à deux) quelques minutes après son entrée en jeu, le premier de sa carrière en professionnel,. Il en inscrit deux autres dans sa saison, en coupe de France contre Aubagne puis en Ligue 2 lors du match retour contre Caen, une fois de plus quelques minutes seulement après son entrée en jeu.
Au début de la la saison 2021-2022, Ngoumou participe à quasiment tous les matchs, soit comme titulaire soit comme remplaçant, et signe son premier doublé à Dijon lors de la cinquième journée. En octobre le club toulousain annonce que Ngoumou prolonge son contrat et s'engage avec le club jusqu'en juin 2024. Son bon début de saison est récompensé en novembre 2021 par une première convocation en équipe de France espoirs (alors que aussi courtisé par le Gabon et le Cameroun) par Sylvain Ripoll pour jouer des matches de qualification à l'Euro espoirs 2023,,.

Le 13 décembre face à Rodez il se blesse au dos et doit sortir prématurément. Il effectue son retour à la compétition en janvier de l'année suivante.

## Palmarès

### En club
Toulouse FC
- Champion de France de Ligue 2 en 2021-2022

### Distinctions individuelles
- Nommé dans l'équipe type de Ligue 2 aux Trophées UNFP du football 2022[25]

## Statistiques
| Saison                | Club                     | Championnat           | Championnat | Championnat | Championnat | Coupe nationale | Coupe nationale | Coupe nationale | Coupe de la Ligue | Coupe de la Ligue | Coupe de la Ligue | Cameroun | Cameroun | Cameroun | Total | Total | Total |
| Saison                | Club                     | Division              | M.          | B.          | P.d.        | M.              | B.              | P.d.            | M.                | B.                | P.d.              | M.       | B.       | P.d.     | M.    | B.    | P.d.  |
| 2018-2019             | Toulouse FC              | Ligue 1               | 1           | 0           | 0           | -               | -               | -               | -                 | -                 | -                 | -        | -        | -        | 1     | 0     | 0     |
| 2019-2020             | Toulouse FC              | Ligue 1               | 1           | 0           | 0           | 1               | 0               | -               | 2                 | 0                 | 0                 | -        | -        | -        | 4     | 0     | 0     |
| 2020-2021             | Toulouse FC              | Ligue 2               | 9           | 2           | 0           | 7               | 1               | 0               | -                 | -                 | -                 | -        | -        | -        | 16    | 3     | 0     |
| 2021-2022             | Toulouse FC              | Ligue 2               | 35          | 8           | 4           | 2               | 0               | 0               | -                 | -                 | -                 | -        | -        | -        | 37    | 8     | 4     |
| 2022-2023             | Toulouse FC              | Ligue 1               | 1           | 0           | 0           | -               | -               | -               | -                 | -                 | -                 | -        | -        | -        | 1     | 0     | 0     |
| Sous-total            | Sous-total               | Sous-total            | 47          | 10          | 4           | 10              | 1               | 0               | 2                 | 0                 | 0                 | -        | -        | -        | 59    | 11    | 4     |
| 2022-2023             | Borussia Mönchengladbach | Bundesliga            | 20          | 1           | 0           | 1               | 0               | 0               | -                 | -                 | -                 | -        | -        | -        | 21    | 1     | 0     |
| 2023-2024             | Borussia Mönchengladbach | Bundesliga            | 32          | 5           | 2           | 4               | 1               | 2               | -                 | -                 | -                 | -        | -        | -        | 36    | 6     | 4     |
| 2024-2025             | Borussia Mönchengladbach | Bundesliga            | 18          | 2           | 3           | 2               | 1               | 0               | -                 | -                 | -                 | 2        | 0        | 0        | 22    | 3     | 3     |
| Sous-total            | Sous-total               | Sous-total            | 70          | 8           | 3           | 7               | 1               | 2               | -                 | -                 | -                 | 2        | 0        | 0        | 79    | 9     | 5     |
| Total sur la carrière | Total sur la carrière    | Total sur la carrière | 117         | 18          | 7           | 17              | 2               | 2               | 2                 | 0                 | 0                 | 2        | 0        | 0        | 138   | 20    | 9     |